# Абдыева, Бахаргуль Курбанмурадовна
Бахаргуль Курбанмурадовна Абдыева (туркм. Bahargül Abdyýewa) — туркменский государственный деятель.

## Биография
Родилась в 1974 году в посёлке Этрек Кизыл-Атрекского района Красноводской области Туркменской ССР.
В 1999 году окончила Туркменский национальный институт мировых языков имени Довлетмаммета Азади. По специальности — языковед и литературовед, учитель английского языка и литературы.
Трудовой путь начала в 1991 году воспитательницей детского сада Абаданского комбината стройматериалов и конструкций треста «Главкаракумстрой». 1992—1994 — воспитательница детского сада коврового комбината «Абадан».
1994—1995 — на различных должностях в отделе социально-экономического обеспечения Абаданского этрапа города Ашхабада.
1995—1999 — старший лаборант кафедры английского языка Туркменского национального института мировых языков им. Азади.
2007—2011 — преподаватель кафедры английского языка Туркменского национального института мировых языков им. Азади.
2011—2014 — преподаватель кафедры обществознания, доцент кафедры иностранных языков Туркменского государственного финансового института.
07.11.2014 — 01.12.2017 — заместитель министра культуры Туркменистана.
01.12.2017 — 26.01.2018 — начальник отдела культуры Кабинета министров Туркменистана.
С 26 января 2018 по 4 июля 2020 года — заместитель Председателя Кабинета министров Туркменистана по вопросам культуры и СМИ.